# Race-ingenieur

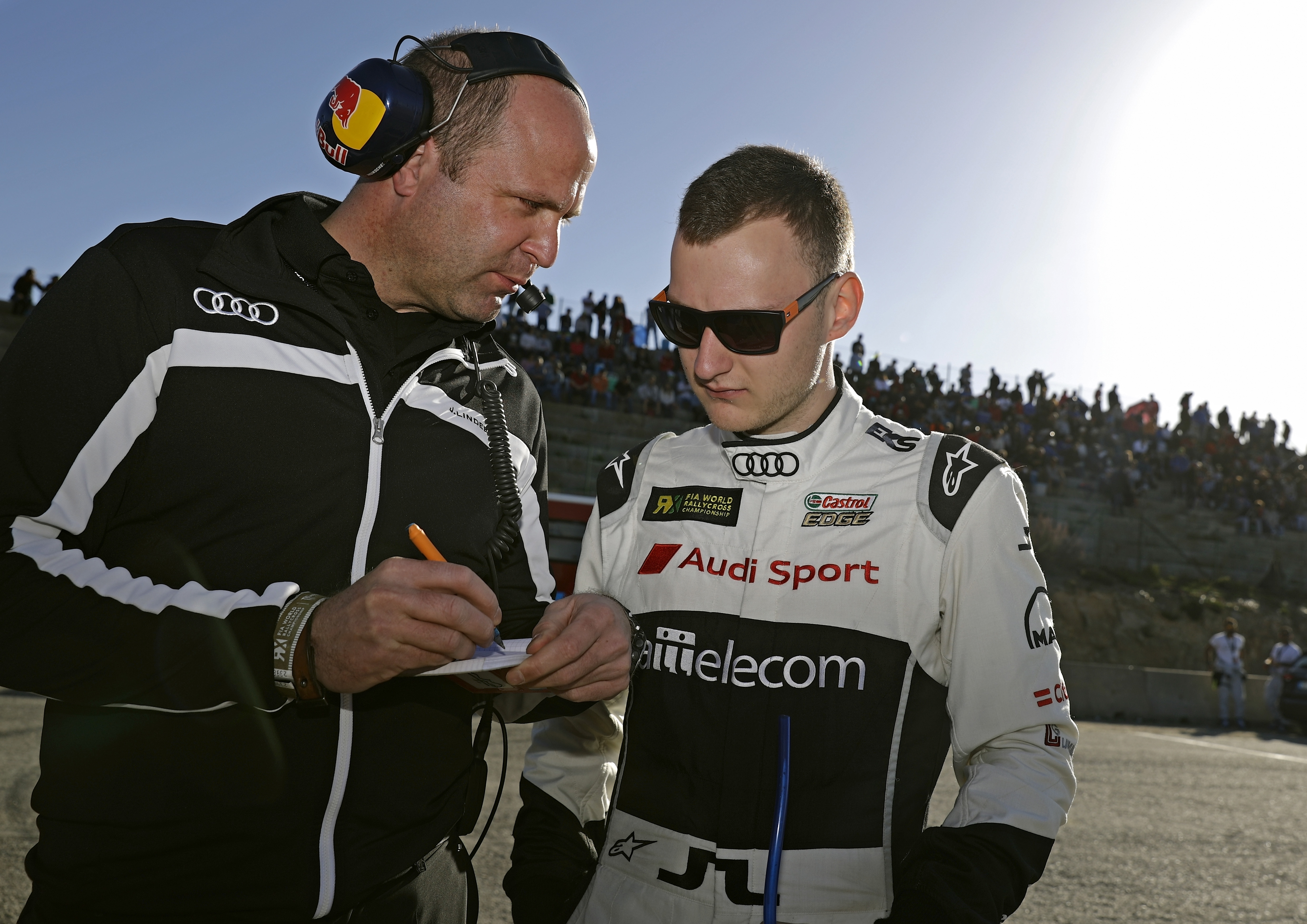
Race-ingenieur Andreas Roos overlegt met rallycrosscoureur Reinis Nitišs

De race-engineer is verantwoordelijk voor de technische begeleiding en strategische ondersteuning van een coureur tijdens races in de motorsport.

## Taken
De taken van een race-ingenieur omvatten het beheren van de prestaties, afstellingen en het algemene beheer van de auto gedurende het raceweekend. Ze analyseren data om de prestaties te optimaliseren en adviseren de coureur over strategieën tijdens de race. Via de boordradio communiceren ze continu met de coureur, waarbij ze technische updates, race-informatie en strategische instructies geven. Daarnaast coördineren ze met andere teamleden, zoals strategen en monteurs, om ervoor te zorgen dat de auto consistent en competitief blijft onder alle omstandigheden.

## Bekende race-ingenieurs
- Peter Bonnington, in de periode van 2012 tot 2024 race-ingenieur van Lewis Hamilton in de Formule 1.
- Gianpiero Lambiase, sinds 2016 race-ingenieur van Max Verstappen in de Formule 1.
- Laura Müller, sinds 2025 race-ingenieur van Esteban Ocon in de Formule 1. Eerste vrouwelijke race-ingenieur in de Formule 1.
- Leena Gade, eerste vrouwelijke race-ingenieur die de 24 uur van Le Mans heeft gewonnen in 2011. Werkzaam geweest in het FIA World Endurance Championship en de IndyCar.